# George Snell (clérigo)
George Snell (falecido em 1701) foi o arquidiácono de Totnes.
Ele nasceu filho de John Snell, ministro de Thurlstone, Devon, e tinha um irmão. Educado no Exeter College, Oxford, onde se matriculou em 1661. Ele foi nomeado bolsista em 1662-1671 e graduou-se BA em 1665 e MA em 1668.
Ele tornou-se vigário de Menheniott, Cornwall em 1670, reitor de Thurlstone, Devon em 1679 e prebendário de Carswill, ou Kerswell (em Castro Exon) no mesmo ano. Ele foi cónego da catedral de Exeter de 1685 a 1700 e arquidiácono de Totnes de 1694 até à sua morte em 1701.